# 新潟県道82号十日町塩沢線

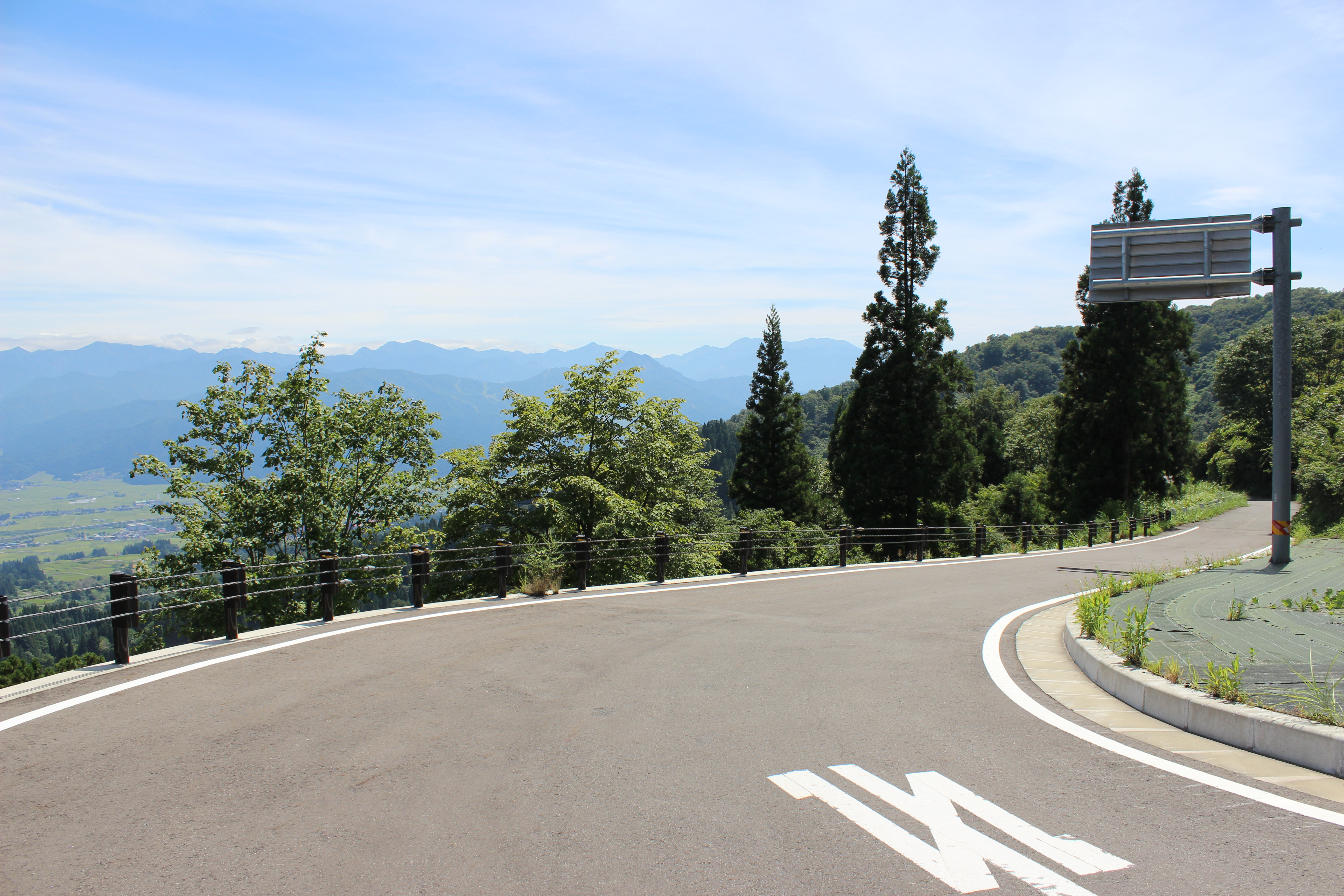
栃窪峠から見下ろす塩沢の町並み

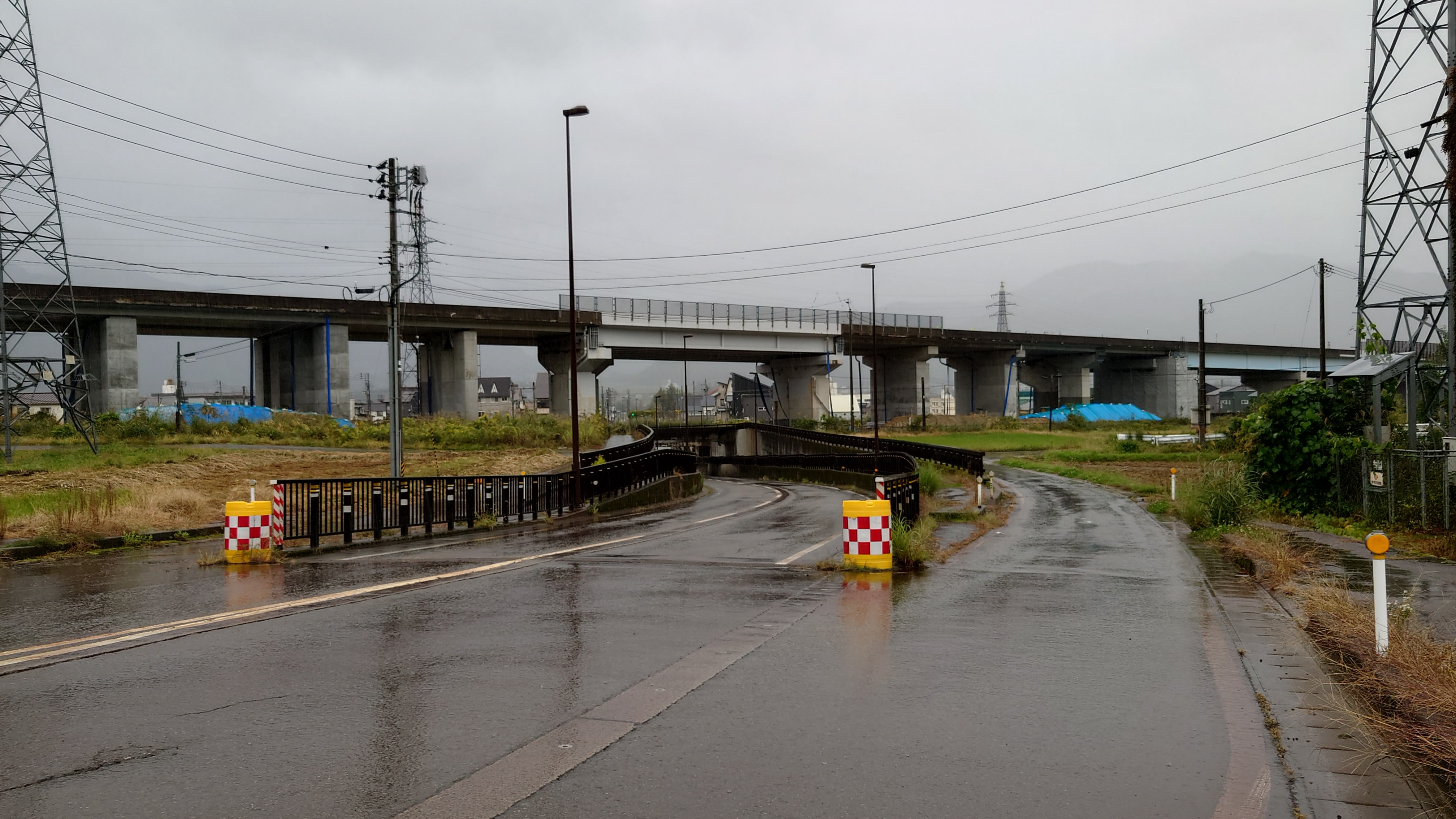
塩沢アンダー

新潟県道82号十日町塩沢線（にいがたけんどう82ごう とおかまちしおざわせん）は、新潟県十日町市から南魚沼市に至る県道（主要地方道）である。

## 概要

### 路線データ
- 実延長：18,249.4 m[1]
- 起点：新潟県十日町市川治丙字上原（国道117号交点）
- 終点：新潟県南魚沼市塩沢字天神（国道17号・新潟県道124号余川塩沢停車場線・新潟県道451号石打停車場塩沢線交点）

## 歴史
- 1993年（平成5年）5月11日 - 建設省から、県道十日町塩沢線・県道余川塩沢停車場線の一部・県道塩沢停車場八竜新田線の一部が十日町塩沢線として主要地方道に指定される[2]。

## 路線状況

### 重複区間
- 新潟県道124号余川塩沢停車場線（南魚沼市栃窪 - 塩沢小学校入口交差点、終点）
- 新潟県道451号石打停車場塩沢線（南魚沼市塩沢 - 塩沢小学校入口交差点、終点）

## 地理

### 通過する自治体
- 十日町市
- 南魚沼市

### 交差する道路
- 国道117号（起点：川治上町交差点）
- 新潟県道481号新宮二ツ屋線（十日町市戌）
- 新潟県道560号田沢小栗山線（魚沼スカイライン）（南魚沼市栃窪、栃窪峠付近）
- 新潟県道124号余川塩沢停車場線（南魚沼市栃窪）
- 新潟県道451号石打停車場塩沢線（南魚沼市塩沢）
- 新潟県道365号仲田塩沢線（南魚沼市塩沢）
- 国道17号（三国街道）（終点：塩沢小学校入口交差点）

### 沿線にある施設など
- JR上越線 塩沢駅
- 南魚沼市役所 塩沢庁舎
- 新潟県立塩沢商工高等学校
- 南魚沼市立塩沢中学校
- 南魚沼市立栃窪小学校
- 南魚沼市立塩沢小学校
- 第四北越銀行 塩沢支店
- ゆきぐに信用組合 本店
- JAみなみ魚沼 しおざわ基幹センター・塩沢支店
- 塩沢郵便局
- Aコープ しおざわ店
- ひらせいホームセンター 塩沢店
- 信濃川
- 魚野川
- 二ツ屋温泉
- 塩ノ又温泉
- 塩之又森林公園
- シャトー塩沢スキー場